# Batalla de Arausio
La batalla de Arausio fue un enfrentamiento militar librado entre las legiones de la República romana, lideradas por el cónsul Cneo Malio Máximo y el procónsul Quinto Servilio Cepión, y las tribus germánicas de los ambrones, cimbrios y teutones, dirigidas por Boiorix y Teutobod. El lugar del combate fue entre el pueblo de Arausio (Orange) y el río Rhodanos (Ródano). Debido a la división de las fuerzas romanas en dos ejércitos por las malas relaciones entre el cónsul y el procónsul, la batalla terminó en una derrota catastrófica para la República. 

## Antecedentes
En el 111 a. C. los ambrones y cimbrios llegaron al suroeste de Germania Magna, donde se les unieron los tigurinos y teutones. Buscaban tierras donde establecerse en una larga marcha por el continente, moviéndose y luchando cada primavera.
Los tigurinos, que abandonaron sus hogares para sumarse a la migración, eran una tribu de los helvecios según Estrabón (quien cita a Posidonio). En tanto, los cimbrios son descritos como definitivamente germanos por sus ojos azules, gran estatura y ser llamados germanos por los pueblos con los que se encontraban.
En 108 a. C., el Senado rechazó la demanda de los cimbrios por tierras donde establecerse, lo que les llevó a atacar al cónsul Marco Junio Silano, quien fue derrotado. Un año después, los migrantes comenzaban la invasión conjunta de la Galia, incluyendo la provincia romana de la Narbonense y las legiones intentaron defender Burdigala (Burdeos), oppidum (fuerte) de la tribu aliada de alóbroges. 
El cónsul Lucio Casio Longino, un pretor enviado por el Senado a traer a Yugurta de Numidia años antes, fue enviado a detenerlos, logrando expulsarlos de la zona, pero a su retorno fue emboscado y muerto por los tigurinos en territorio de los nitióbroges, junto al legado Lucio Piso. El legado superviviente, Cayo Popilio Laneas, tuvo que rendirse cuando fue rodeado en su castra (campamento), entregando rehenes y todo su bagaje. Los supervivientes fueron obligados a humillarse pasando bajo un yugo.
Esto provocó una rebelión en el 106 a. C. en Tolosa (Toulouse), porque los vecinos confiaron en las promesas de ayuda de los cimbrios. Fue suprimida por el cónsul Quinto Servilio Cepión, dándose la desaparición del tesoro ahí capturado cuando iba rumbo a Massilia (Marsella), muriendo toda su guardia en el extraño acontecimiento. Debe mencionarse que Tolosa era una ciudad sumamente rica y los romanos no dudaron en saquear sus templos. Durante aquellos años los germanos se enfrentaron con los arvernos, tribu celta que se atrincheró en sus fuertes, llegando a comer a sus muertos para resistir los asedios. Cuando los invasores se retiraron, los celtas recuperaron sus tierras.
El arquitecto e historiador alemán Walter Krüger tiene una teoría alternativa cimbrios y teutones jamás fueron parte de la misma migración, solo coincidieron en el tiempo. Los primeros no venían de Jutlandia, ya que la arqueología niega que aquella región pudiera mantener una alta población en esa época, sino de los Balcanes y fueron ellos (acompañados de escordiscos, sármatas y getas) los que vencieron al cónsul Cneo Papirio Carbón en Noreya (113 a. C.). Por su parte, los teutones venían de Germania y fueron quienes lucharon en Arausio al invadir la Galia.

## Fuerzas enfrentadas
Aunque estimaciones dicen que el cónsul disponía de 85 000 combatientes y el procónsul de 55 000, de estos 50 000 y 40 000 eran legionarios respectivamente. Una fuerza equivalente a 17 legiones y alae, «alas», de los socii itálicos.
Sin embargo, se infiere en Tácito que las fuerzas romanas equivalían a dos ejércitos consulares y esto permite al historiador británico Peter A. Brunt calcular que cada fuerza de combate se componía de 11 000 romanos (dos legiones más caballería) y el doble de aliados, siguiendo la proporción usual entre romanos e itálicos en los ejércitos republicanos de la época. En total, unos 66 000 efectivos. Esto estaría más acorde a los datos y estimaciones del ejército de la República en 107 a. C., unas 8 legiones, equivalente a 40 000 soldados, más un supplementum de otros 5000. Nic Fields, asumiendo que eran 2 ejércitos consulares, cada uno de dos legiones de ciudadanos y el doble de aliados itálicos, cree que no podían ser más de 60 000 en total.
Krüger cree que el cónsul pudo traer un ejército de unas 3 legiones más un equivalente de aliados y auxiliares, alrededor de 30 000 efectivos; en tanto, el procónsul podía disponer de una hueste algo mayor, unas 4 legiones como mucho, que con sus aliados daría unos 35 000. Para la batalla, estima que la caballería de Malio debía equivaler en número a una legión y que tanto él como Servilio habrían dejado una legión cuidando sus campamentos. Giorgio Garbolino Boot cree que eran unos 80 000 romanos en total. Por último, el historiador estadounidense Tenney Frank creía que el ejército de la República sumaría 6 a 8 legiones, de las que al menos 2 estaban con el procónsul en la provincia desde el año anterior.
Los migrantes germanos sumaban, según Plutarco, 300 000 guerreros seguidos por una horda mucho mayor de mujeres y niños. Se ha propuesto que esa cifra se refería, en realidad, al total de germanos que migraban. Aunque Krüger habla de sólo 75 000 bárbaros (25 000 teutones, 15 000 ambrones, 20 000 tigurinos, 10 000 celtas y 5000 jinetes boyos o sármatas), además del apoyo de miles de sécuanos y alóbroges en Vienne.

## Batalla
Arausio es recordada como uno de los mayores desastres militares de Roma, sin embargo, es muy poco conocida, posiblemente porque no hay ninguna fuente que la relate detalladamente, forzando a especular para rellenar los vacíos.
El procónsul Cepión, un patricio, tenía reticencias a recibir órdenes de un plebeyo pero superior en rango, el cónsul Cneo Malio Máximo. Los dos comandantes construyeron cada uno de sus campamentos en una orilla del Rhodanus, más preocupados de la disputa interna que del enemigo.
Entre tanto, el legado Marco Aurelio Escauro se apartó con la caballería consular para explorar la zona, posiblemente acamparon durante la noche y los rodearon a él y sus 5000 hombres montados. Los oficiales convocaron un consejo y le ofrecieron escapar, pero él se negó diciendo que era indigno que un excónsul huyera mientras su tropa era masacrada. Por ello fue capturado y llevado ante Boiorix, pero Escauro le advirtió al rey germano que si intentaba cruzar los Alpes para conquistar Roma tanto él como su gente morirían, lo que llevó a que el cimbrio lo ejecutara.
Esto alarmó al cónsul, quien le escribió una carta pidiéndole al procónsul que unieran sus fuerzas pero éste se negó, aduciendo que cada uno debía proteger su territorio, aunque sí aceptó cruzar el Ródano, pero todavía entonces rehusó discutir con él. De hecho, puso su campamento entre el de Manlio y el de los germanos, para así ser el primero en luchar y asegurarse la gloria en caso de victoria. Cepión solo escuchó a los enviados del Senado pidiéndoles que unieran sus fuerzas para defender la patria. Poco después se enteró de que Manlio había entablado negociaciones con los migrantes, lo que le enfureció porque estos no le mandaron embajadores. Entonces los soldados proconsulares exigieron a su comandante negociar con su superior, pero esto solo acabó por aumentar las diferencias entre ambos.
Poco después le llegaron emisarios de los cimbrios pidiendo tierras y trigo para sembrar, pero el procónsul los rechazó y casi los ejecutó. Luego, Cepión se lanzó a un ataque contra el campamento germano, pero fue derrotado, huyendo los supervivientes con Manlio.
Ambos campamentos romanos estaban muy cerca entre sí, pero como Cepión se había negado a unirse no pudieron ayudarse, posiblemente el cónsul no tuvo tiempo para reaccionar y la masa de  fugitivos desordenó a sus filas, y los germanos, sintiéndose traicionados pero victoriosos, no demoraran en atacar a la segunda fuerza republicana.
Las fuentes también indican que los romanos fueron arrinconados por los germanos contra el río, ahogándose muchos de ellos. Ambos campamentos romanos fueron saqueados así que tanto Cepión como Manlio fueron completamente vencidos. La derrota se debió a la división en el mando y al tener el río en la espalda impidiendo la retirada. Así, los ejércitos destinados a defender la Galia Narbonense fueron destruidos. Este evento produjo gran pesar porque quedaron muchos huérfanos y viudas mendigando por su sustento.

## Consecuencias
Según Valerio Antias (cronista contemporáneo de Quinto Claudio Cuadrigario), murieron 80 000 soldados y 40 000 seguidores de campamento y sirvientes. Publio Rutilio Rufo reduce los muertos a 70 000 y Diodoro Sículo a 60 000. Según aquellas estimaciones es un desastre comparable al de Cannas (216 a. C.) y tales bajas de ciudadanos no volverían a verse hasta Filipos (42 a. C.). Una cifra cierta de los muertos es imposible, pero los cronistas romanos son conocidos por exagerar, eruditos modernos sostienen que el número de ciudadanos romanos muertos no debió pasar de los 20 000 y si se incluyen las derrotas de los ocho años anteriores, debían ser unas 35 000 bajas.
Murieron Marco Emilio, hombre de rango consular, y los dos hijos del cónsul. Se dice que apenas diez soldados lograron escapar. Otros sostienen que debieron ser unos 13 000 los que salvaron la vida. Entre los sobrevivientes estaba un adolescente Quinto Sertorio, soldado del ejército del procónsul, quien nadó el río con su escudo a pesar de la fuerte corriente y estar herido. Esta doble derrota equivalía a que ya cinco ejércitos consulares habían sido destruidos por los invasores. Sin embargo, los germanos no hicieron gran botín porque arrojaron el oro y la plata al río, arruinaron las armaduras y ropas y sacrificaron a los caballos y prisioneros que capturaron.
Desde entonces el día de la batalla, 6 de octubre, se consideró funesto por los romanos hasta que Lucio Licinio Lúculo ganara la batalla de Tigranocerta al rey Tigranes II de Armenia, convirtiéndola en fecha de celebración.
Cepión fue considerado culpable del desastre. Le fueron confiscadas sus propiedades y abrogados sus poderes. Después lo enviaron al exilio. Bajo los mismos cargos (pérdida del ejército), Malio fue desterrado.
La derrota llevó a que el Senado diera un nuevo consulado a Cayo Mario, vencedor de Yugurta, era el cuarto. Se temía seriamente que los germanos cruzaran los Alpes, una consternación no sufrida desde los tiempos de Aníbal Barca. Entre tanto, los cimbrios cruzaron los Pirineos y enfrentaron una larga guerra contra los celtiberos hasta que decidieron volver a la Galia y unirse a los teutones en territorio de los veliocases. Sus victorias los animaron a invadir la península itálica y destruir Roma de una vez por todas.
Los germanos cometieron el error estratégico de no atacar Italia inmediatamente después de su victoria; la moral romana estaba por los suelos y escaseaban los hombres adultos y propietarios que debían servir en las legiones. Si hubieran cruzado los Alpes después de Arausio quizás hubieran triunfado y toda la expansión que vivió Roma en los dos siglos siguientes jamás sucedería, pero no lo hicieron y Mario tuvo tiempo de reclutar a ciudadanos pobres sin tierras y entrenarlos para crear un ejército profesional.
Siguiendo su teoría, Krüger afirma que los teutones siguieron por la Galia hasta la cuenca del río Garona, consiguiendo que los romanos perdieran el control de Tolosa. Sin embargo, niega que los cimbrios entraran en la Galia y menos en Hispania, considerando una exageración para indicar lo peligrosos que eran de parte de los cronistas romanos, y seguramente se quedaron en Europa Central hasta que decidieron atacar la Cisalpina.

### Antigua
- Cayo Julio César. Comentarios sobre la guerra de las Galias. Traducción latín-inglés por W. A. McDevitte & W. S. Bohn. 1.ª edición. Nueva York: Harper & Brothers, 1869. Harper's New Classical Library. Digitalizado el Libro 1 en Perseus. Versión en latín en The latin library.
- Cayo Julio César. Comentarios sobre la guerra de las Galias. Traducción latín-inglés por W. A. McDevitte & W. S. Bohn. 1.ª edición. Nueva York: Harper & Brothers, 1869. Harper's New Classical Library. Digitalizado el Libro 7 en Perseus. Versión en latín en The latin library.
- Diodoro Sículo. Biblioteca histórica. Libros 34, 35 y 36 (fragmentos). Digitalizado por UChicago. Basada en traducción griego-inglés de F. R. Walton, Harvard University Press, volumen XII de la colección Loeb Classical Library, 1967.
- Dion Casio. Historia romana. Libro 27. Digitalizado por UChicago. Basada en traducción griego-inglés por Earnest Cary, volumen II de la colección Loeb Classical Library, 1914.
- Estrabón. Geografía. Libro 7. Digitalizado por Perseus. Basado en edición y traducción griego antiguo-inglés por H. C. Hamilton & W. Falconer, Londres: George Bell & Sons, 1903.
- Flavio Eutropio. Compendio de la Historia romana. Digitalizado en latín por The Latin Library. Véase libro V.
- Granio Liciniano. Historia. Libro 33. Digitalizado por Attalus. Basado en traducción latín-inglés por Nicola Critini, Editorial B. G. Teubner, 1981. Versión latina en PHI Latin Texts.
- Paulo Orosio. Historia contra los paganos. Traducción latín-inglés, introducción y notas por A. T. Fear, 2010, Liverpool University Press,  ISBN 9781846312397. Véase Libro V Archivado el 29 de mayo de 2020 en Wayback Machine.. Versión en latín de Attalus, basada en edición de Karl Friedrich Wilhelm Zangemeister, 1889, Viena, corregida por Max Bänziger.
- Plutarco. Vida de Mario. Libro III de Vidas paralelas. Digitalizado por UChicago. Basada en Basado en traducción de griego-inglés por Bernadotte Perrin, Volumen IX de la Loeb Classic Library, 1920. Versión en español en Imperium.
- Plutarco. Vida de Lúculo. Libro IV de Vidas paralelas. Digitalizado por UChicago. Basado en traducción de griego-inglés por Bernadotte Perrin, volumen II de la Loeb Classical Librery, 1914. En español en Imperium.
- Plutarco. Vida de Sertorio. Libro IV de Vidas paralelas. Digitalizado por Perseus. Basado en traducción griego-inglés por Bernadotte Perrin, Cambridge: Harvard University Press, editado por William Heinemann, volumen VIII de la Loeb Classical Librery, 1918. En español en Imperium.
- Plutarco. Dichos de los romanos. Digitalizado por UChicago. Basado en la traducción griego-inglés por Frank Cole Babbitt, volumen III de la Moralia, según la edición de Loeb Classical Library, 1931.
- Salustio. Guerra de Jugurta. Digitalizada por UChicago. Basada en traducción latín-inglés por John C. Rolfe, original de 1921, última revisión en 1931, Loeb Classical Library.
- Tácito. Germania. Digitalizada por Perseus. Basada en traducción latín-inglés por Alfred John Church, edición de William Jackson Brodribb & Lisa Cerrato, Nueva York: Random House, 1942. Versión en latín por Perseus, basada en edición de Henry Furneaux, Oxford: Clarendon Press, 1900.
- Tito Livio. Periocas. Versión digitalizada en 2003 por Livius. Basada en The Latin Library corregida con la edición de Paul Jal, Budé-edition, 1984. Traducción latín-inglés por Jona Lendering & Andrew Smith. Es un índice y resumen de una edición del siglo IV de su obra Ab Urbe condita (hoy mayormente perdida). Véase libros 66-70 Archivado el 4 de octubre de 2018 en Wayback Machine..

### Modernas
- Garbolino Boot, Giorgio (2003). L'Italia dei Celti. Ananke. ISBN 9788873250265.
- Brunt, Peter Astbury (1971). Italian manpower, 225 B.C.-A.D. 14. Oxford: Oxford University Press.
- Fields, Nic (2023). The Cimbrian War 113-101 BC: The Rise of Caius Marius. Oxford: Osprey. ISBN 9781472854919.
- Frank, Tenney (1975). Rome and Italy of the Republic. Tomo I de An Economic Survey of Ancient Rome. Nueva York: Octagon Books.
- Krüger, Walter (2018). Die Kimbern und Teutonen kamen nicht aus Jütland: Eine alternative Darstellung. Tredition. ISBN 9783746927527.
- Matyszak, Philip (2022). Invasion! Rome against the Cimbri 113-101 BC. Yorkshire: Pen & Sword. ISBN 978 1 39909 731 4.
- Sampson, Gareth C. (2010). The Crisis of Rome: The Jugurthine and Northern Wars and the Rise of Marius. Pen & Sword Military. ISBN 9781844159727. Véase digitalización del capítulo 8: “The Northern Wars: Disaster at Arausio (106–105 BC) (enlace roto disponible en Internet Archive; véase el historial, la primera versión y la última).” en web Erenow (pp. 130-144 en el libro).
- Santosuosso, Antonio (2008). Storming The Heavens: Soldiers, Emperors, And Civilians In The Roman Empire. Boulder; Oxford: Westview Press. ISBN 978-0-78674-354-4.
- Telford, Lynda (2014). Sulla: A Dictator Reconsidered. Pen and Sword. ISBN 9781783030484.
- Vasconcellos e Shá, Jorge Alberto (2001). Los señores de la guerra: medición de la estrategia y la táctica para conseguir ventaja competitiva en los negocios. Ediciones Díaz de Santos. ISBN 9788479784386.